# Armenischer Fußballpokal 2011/12
Der armenische Fußballpokal 2011/12 war die 21. Austragung des Pokalwettbewerbs in Armenien.
Acht Mannschaften nahmen teil. Der FC Schirak Gjumri gewann bei seiner fünften Finalteilnahme zum ersten Mal den Pokal. Gegner Impuls Dilidschan wurde mit 1:0 besiegt. Schirak nahm an der Europa League teil.

## Modus
Der Pokal wurde in drei Runden ausgetragen. Bis zum Halbfinale wurden die Sieger in Hin- und Rückspiel ermittelt. Bei Torgleichstand entschied zunächst die Anzahl der Auswärts erzielten Tore, danach eine Verlängerung, wurde in dieser nach zweimal 15 Minuten keine Entscheidung erreicht, folgte ein Elfmeterschießen, bis der Sieger ermittelt war. Das Finale wurde in einem Spiel in Gjumri ausgetragen.

## Viertelfinale
| Datum             |                    | Gesamt |                    | Hinspiel | Rückspiel |
| ----------------- | ------------------ | ------ | ------------------ | -------- | --------- |
| 19.11./23.11.2011 | Gandsassar Kapan   | 0:2    | Impuls Dilidschan  | 0:1      | 0:1       |
| 19.11./23.11.2011 | FC Ulisses Jerewan | 5:4    | FA Ararat Jerewan  | 3:1      | 2:3       |
| 20.11./24.11.2011 | FC Schirak Gjumri  | 2:1    | FC Banants Jerewan | 2:1      | 0:0       |
| 20.11./24.11.2011 | FC Pjunik Jerewan  | 1:3    | MIKA Aschtarak     | 0:0      | 1:3       |

## Halbfinale
| Datum             |                   | Gesamt    |                    | Hinspiel | Rückspiel |
| ----------------- | ----------------- | --------- | ------------------ | -------- | --------- |
| 17.03./11.04.2012 | Impuls Dilidschan | 2:1       | FC Ulisses Jerewan | 2:1      | 0:0       |
| 18.03./12.04.2012 | FC Schirak Gjumri | (a)2:2(a) | MIKA Aschtarak     | 0:1      | 2:1       |

## Finale
| Impuls Dilidschan                              | Impuls Dilidschan | FC Schirak Gjumri | FC Schirak Gjumri |
| ---------------------------------------------- | --- | --- | ----------------- |
| Impuls Dilidschan                              | \| 29. April 2012 in Gjumri (Gjumri-Stadtstadion) \| \| Ergebnis: 0:1 (0:1) \| \| Zuschauer: 3.000 \| \| Schiedsrichter: Andrea De Marco ( Italien) \| | \| 29. April 2012 in Gjumri (Gjumri-Stadtstadion) \| \| Ergebnis: 0:1 (0:1) \| \| Zuschauer: 3.000 \| \| Schiedsrichter: Andrea De Marco ( Italien) \| | FC Schirak Gjumri |
| Impuls Dilidschan                              | Gor Eljasjan – Illiasu Shilla, Juliano Gimenez, Watschik Jeghasarjan, Eduard Kokosjan, Narek Dawtjan – Artur Barseghjan (89. Samvel Hakobjan), Rumjan Howsepjan (76. Aghwan Hajrapetjan), Filip Timow (61. Wahagn Ajwasjan) – Norajr Gjosaljan, Constantin Mandrîcenco Cheftrainer: Armen Gjulbudaghjants | Artur Harutjunjan – Hovhannes Grigorjan (74. Armen Tigranjan), Geworg Hovhannisjan, Didier Kadio, Karen Aleksanjan – Tigran Dawtjan, David Hakobjan (79. Ararat Harutjunjan), Yoro Ly, Karen Muradjan – Ismaël Béko Fofana, Andranik Barikjan (86. Ara Mkrttschjan) Cheftrainer: Wahan Bitschachtschjan | FC Schirak Gjumri |
| Impuls Dilidschan                              | 0:1 Yoro Ly (38.) | | FC Schirak Gjumri |
| Impuls Dilidschan                              | Watschik Jeghasarjan | Andranik Barikjan | FC Schirak Gjumri |
| Impuls Dilidschan                              | Karen Aleksanjan | | FC Schirak Gjumri |
| 29. April 2012 in Gjumri (Gjumri-Stadtstadion) | | |                   |
| Ergebnis: 0:1 (0:1)                            | | |                   |
| Zuschauer: 3.000                               | | |                   |
| Schiedsrichter: Andrea De Marco ( Italien)     | | |                   |